# カチンバ1551
KACHIMBA4 & KACHIMBA1551 & KACHIMBA DX & KACHIMBA IRIS & KACHIMBA COMBOは日本のサルサバンド。略称はカチンバ。
カチンバ（Kachimba）とはスペイン語で「泉」を意味する。また1551は結成時のメンバー構成（ボーカル1、リズムセクション5、ホーンセクション5、ボーカル1）に由来する。基本的なレパートリーはサルサだが、オリジナル曲に力を入れており沖縄民謡をサルサにアレンジして「オキナワンサルサ」ともいえる雰囲気をつくりあげた。また、サルサの原型となったソンをはじめ、ルンバ、チャチャチャといったラテン音楽も演奏レパートリーに含まれているため、サルサに限定されないラテン音楽バンドとして活動を続けている。

## 概略
1998年2月結成
2001年4月 キューバで開催された「ロス・ナランホス結成75年祭」に招待される
2001年8月 ファーストアルバム「VA A PASAR：バ・パサール」をリリース
2001年10月 第3回世界のウチナンチュ大会出演
2002年4月 キューバに渡りツアー及びレコーディング活動
2002年7月 セカンドアルバム「Que bola!ケ・ボラ」をリリース
2003年7月 サードアルバム「Salud・サルー」をリリース(このアルバムでメジャーデビュー)
2003年9月 キューバ「ベニーモレ音楽祭」に招待を受ける。キューバライブツアーは3年連続となる
2004年 シンガポール、韓国などアジア圏でも精力的にライブ活動を行う
2004年7月 「UNBABO!ウンバボー」をリリース
2005年5月 第46回IDB総会フィナーレ
2005年5月 キューバ「CUBADISCO・国際音楽見本市」に正式招待を受ける
2005年7月 5thアルバム「CAMINO カミノ」をリリース
2006年4月 「ジャパラテ」ジャパンラテンフェスティバルにゲストvictr Hugo
2006年7月 「韓国サルサコングレス」（3度目）
2006年10月 第4回世界のウチナンチュ大会野外フィナーレ
2007年3月 映画「サルサとチャンプルー」音楽担当
2007年10月 「キューバ沖縄移民100周年」イスラ デ フベントゥ
2008年5月 香港で開催された「沖縄フェスティバルin香港」公演
2008年10月 「kachimb結成10周年live」
2009年8月 アメリカ、カナダツアー
2009年9月 6thアルバム「Cielo」リリース
2010年3月 「沖縄アジア国際音楽祭musix」オープニングをプロデュース
2010年7月 「Torii Beach Salsa Festivale」（計3回プロデュース）
2011年8月  7th アルバム『Busca la Felicidad!』リリース
2011年10月 第5回世界のウチナンチュ大会ラテンフェス企画
2013年5月 キューバツアー（5度目）
2013年10月 東北大震災支援学校公演
2014年3月 8thアルバム「熱帯高気圧」リリース
2014年10月 台湾SUMINGプロデュースアミフェスに出演
2015年3月 台湾TIFA交際芸術節（中正記念堂）SUMINGと共に台湾代表として出演。
2015年6月 カチンバプロデュースのワールド・ミュージック・フェス「アジルー~ASIAN ROOTS TRIP~」第1回目を南城市「ガンガラーの谷」にて開催。
2015年8月 香港で行われた日本文化を紹介するイベント「縁日」へ出演。
2015年10月 「womex」ワールドミュージックエキスポに出演（ブダペスト/ハンガリー）
2016年5月 熊本・大分震災チャリティーイベント「Animo Hermanos!~頑張れ兄弟!~」を宜野湾市民会館前広場にて企画開催。多くのアーティストが賛同。
2016年6月 自主企画イベント「カチンバ祭り」開催。
2016年7月 スペインで行われたワールドミュージックフェス「Etnosur Festival」へ出演。（ハエン/スペイン）
2016年8月 日本最大のワールド・ミュージック・フェスティバル「SUKIYAKI meets the world 2016」へ出演。
2016年9月 那覇桜坂劇場主催「SUKIYAKI OKINAWA」出演。
2016年11月 カチンバプロデュースのワールド・ミュージック・フェス「アジルー~ASIAN ROOTS TRIP~」第2回目を南城市「ガンガラーの谷」にて開催。
2017年5月 「ASIAN ROOTS TRIP in TAIWAN」ツアーを敢行。台北・台東でのライブ公演。
2017年6月 「島嶼音楽季~H.O.T Island Music Festival 2017」参加。
2017年7月 9th アルバム「ハチャーガマク」リリース。リリースツアー敢行。（沖縄・東京・北海道5箇所）
2017年11月 台湾の原住民アミ族のアーティストSUMINGプロデュースの「AMISMUSIC FESTIVAL 2017」へKACHIMBA MUNDOとして出演。（台東/台湾）
2017年11月 台湾にて行われた「小鎮藝術節-浪漫臺三線」へ出演。（台中/台湾）
2018年2月 那覇桜坂劇場主催の都市型フェス「桜坂 ASYLUM 2018」へ出演。
2018年5月 カチンバプロデュースのワールド・ミュージック・フェス「アジルー~ASIAN ROOTS TRIP~」第3回目を宜野湾市普天間「普天満山神宮寺」にて開催。
2018年6月~10月 約4ヶ月間に渡り、初となるアジアツアーを敢行。
・6月 中国景徳鎮「Taoxichan Ceramic Art Avenue Music Festival
・6月  タイツアー（タイ5箇所で演奏）
・7月 「島嶼音楽季~H.O.T Island Music Festival 2018 in Taiwan」参加。（約10日間、台湾の原住民族と文化交流）
・8月 韓国DEAGU「Gyeongju International Music Festival 2018」、韓国広州「ACC WORLD MUSIC FESTIVAL 2018」へ出演。
・9月  香港「縁日 in HONG KONG」へ3日間出演。
・10月 中国 「GUAZHOU MUSIC FESTIVAL 2018」へ2日間出演。
2018年12月 KACHIMBA1551-結成20周年記念イベント「WORLD LATIN CARNIVAL」第1回目開催。
2018年12月 初となる2枚組ベストアルバムリリース。
2019年2月 桜那覇桜坂劇場主催の都市型フェス「桜坂 ASYLUM 2019」へ出演。
2019年2月 「キューバ竜巻災害復興支援チャリティーイベント」を企画開催。
2019年6月 自主企画イベント「カチンバ祭り 2019」開催。
2019年7月 自主企画イベント「熱帯天国 Vol.12」開催。
2019年7月 ペナンで行われた「マレーシア 盆踊りFestival'19 in Penang」へRYUKYU BREEZE with KACHIMBAとして出演。（ペナン/マレーシア）
2019年7月 日本の4大フェスの一つ「FUJI ROCK FESTIVAL'19」にKACHIMBA feat.RITTO,仲宗根創として出演。
2019年8月 10thアルバム「ウチナーチャーリバ」をKACHIMBA IRIS名義でリリース。
2019年8月 韓国DAEGU「JAZZ IN DAEGU 2019」へ出演。（韓国/大邱）
2019年8月 那覇桜坂劇場主催「SUKIYAKI OKINAWA 2019」へ出演。
2019年9月 「島嶼音楽季~H.O.T Island Music Festival 2019 in Okinawa」出演。
2019年10月 「KACHIMBA IRIS/ウチナーチャーリバ CDリリースLIVE」を桜坂劇場ホールAにて開催。
2019年11月 「渡嘉敷ミュージックフェス 音もだち2019」出演。
2020年2月  自主企画イベント「熱帯天国 Vol.13」開催。
2020年2月 Youtubeチャンネル「カチンバチャンネル」スタート。
2020年2月 桜那覇桜坂劇場主催の都市型フェス「桜坂 ASYLUM 2020」出演。
2020年2月後半より「新型コロナウイルス」の影響によりイベント中止が相次ぎ、オンライン配信へ切り替え。
2020年7月 沖縄市/ミュージックタウン音市場主催「▶︎Live At Home from Kaza City Vol.2 Kachimba Iris feat.下地イサム」出演。
2020年9月 「島嶼音楽季~H.O.T Island Music Festival 2020 オンライン配信」へKACHIMBA feat.下地イサム,翁長みどり,Solunaとしてリモート出演。
2020年10月 オンライン配信イベント「World Music Festival-オンライン配信-」企画開催。
2020年11月 オンライン配信イベント「みんなで踊れる Latin Carnival!!-オンライン配信-」企画開催。
2021年1月 オンライン配信イベント「アジアのルーツを繋ぐソングライン~トークセッション&KACHIMBA IRIS LIVE~」企画開催。
2021年2月 沖縄市/ミュージックタウン音市場主催のオンライン＋オフラインのハイブリッド型音楽フェスティバル「Music Lane Festival 2021」出演。
2021年3月 新メンバーを加えた新生KACHIMBA初お披露目として「KACHIMBAのファミリーコンサート」開催。
2021年9月 KACHIMBA COMBO改名前のKACHIMBA5として「KACHIMBA5 初お披露目LIVE!!-オンライン配信-」開催。
2021年10月 KACHIMBA5名義でブエノチキン浦添とコラボ、公式テーマソング Bueno!を再アレンジしシングルCDとしてリリース。
2022年3月 KACHIMBA5改め、KACHIMBA COMBOへ改名し11thアルバム「¡Bienvenidos!」を先行リリース。
2022年4月 KACHIMBA COMBO「¡Bienvenidos!」一般リリース。
2022年6月 ミュージックタウン音市場にて「ウチナー・カリビアン」開催予定。

## メンバー構成

### 4メンバー
- Taro (パーカッション他)リーダー
- Kike (トロンボーン、フルート)1999年~2019年
- Shu (ベース)2003年~2019年
- yui (ギター)
- Sakura（トレス）2006年~2009年
- Rina（アコーディオン）2009年~2013年

ボーカルは曲目により持ち回りで担当

### 1551メンバー
- Rica(ボーカル)1998年~2003年
- Toño (ボーカル)1998年~2005年
- Tomo(ボーカル)1998年~2003年
- Ma-Sa(ボーカル)2003年~2005年
- Kei(ボーカル)
- Shihoko(ボーカル＆ダンス)2007年~2014年
- Miki (ボーカル)200４年~2006年
- Yui (ボーカル)2016年~2017年
- Andrea(ボーカル)2017年~2021年
- Candy（ボーカル)2016年~2017年
- Hana（ダンス）
- Kike（トロンボーン1999年~2019年
- Eiki（トロンボーン）1998年 ~2022年
- Ikei (トランペット)
- Ryuki（トロンボーン）1998年~2023年
- Kawakami (トランペット)1998年~2022年
- Taku (トランペット)1998年~2005年
- Satomi (サックス)2006年
- JoJo (サックス)2007年~2013年
- Mina（ピアノ）1998年~2006年
- Rina (アコーディオン/ピアノ)2006年~2013年
- Shinji（ギター/ピアノ）2004年~2006年
- Akiho (キーボード)2015年~2016年
- Hirayama（ベース）
- Yotchi（ベース）2000年~2003年
- Shu（ベース）2003年~2019年
- Midori (パーカッション)2014年~2017年
- Ta-tsu (パーカッション)2007年~2013年
- Sakura（ドラム/パーカッション）1998年~2009年
- Sora（パーカッション）2017年~2018年
- Hiroki（ドラム）2016年~2018年

### DXメンバー
- Toño (ボーカル)
- Rica (ボーカル)
- MA-SA (ボーカル)
- Tatsu (コンガ)
- Edwin（ボンゴ）
- Jojo (サックス)
- Yuiko（バイオリン）
- Kame (ボーカル)
- Dyran（ドラム）

かつて在籍したメンバーも不定期にサポートとして参加することがある

### KACHIMBA IRIS
・Taro（パーカッション）
・YUUI（ギター）
・YUI（クラリネット）

### KACHIMBA COMBO
・Taro（パーカッション/ボーカル）
・YUUI（ギター/コーラス）
・YUI（ピアノ/ボーカル）
・ARARI（ドラム/ボーカル）
・YUYA（ベース/コーラス）

## 多彩な活動
- Partidaファンの集い(週1回開催)：宜野湾市大山3-1-1 tel:098-898-4851

毎週月曜夜に開催。ライブの他に実験的な演奏や突発的な企画が披露されたりする。
※2017よりはお店は閉店、ミルベッソのみ
- mil besos：宜野湾市普天間2-33-16 2F tel:098-943-0881

Kachimba Combo=第一金曜日
Kachimba Iris=第二金曜日
Cuba Trip=第三金曜日 ※カチンバメンバーによる流し演奏
Latin Jazz=第四金曜日 ※カチンバメンバーによるラテンジャズ演奏
kachimba1551ワンマンライブ(不定期開催)
- アジルー~ASIAN ROOTS TRIP~

カチンバが企画するアジアをルーツとする民族系ダンスチューンのワールドミューシックフェス！！
台湾、フィリピン、アラブ、スペイン、琉球民族らが人々の魂とエネルギーを呼び覚ますルーツの旅へ。
・2015年 第一回開催 @ガンガラーの谷
・2016年 第二回開催 @ガンガラーの谷
・2018年 第三回開催 @普天満山神宮寺
- 熱帯天国(不定期開催)

ゲストミュージシャンを招いてのセッションライブ。
これまで招待されたゲストは以下の通り(敬称略)
vol.1 (資料なし)
vol.2 Grupo Novo Esquema.jp
vol.3 ティンダラーズ
vol.4 DOS SONES DE CORAZONES(佐々木誠、ムーチョ)
vol.5 URURU、ティンダラーズ(フルメンバー)
vol.6 Rustic pans(山村誠一、MAX土居)
vol.7 Soluna、NO TOUCH CLUB
- サルサの日

毎年3月上旬に行われる「サルサの日」の沖縄イベント主催（2001~2007年)
- メディア

FMニライ「熱風マンデーナイト」※チュラジオで2009年3月31日まで配信、2009年4月からSimulRadio聴取可能
NHK沖縄熱中倶楽部のオープニング/エンディング曲を担当(2007年5月～12月)
テレビ朝日『題名のない音楽会』羽田健太郎（2003年放送）
沖縄タイムスCM (2002年）
ブルーシールCMキャラクタ　オリジナル曲がCMで使用されている。(04'〜08'夏のキャンペーン期間限定。4年連続)
映画「サルサとチャンプルー　Cuba/Okinawa」(波多野哲朗監督)音楽担当　※エンディングにてライブ映像が使用された。
- その他の活動

子供のためのラテン文化体験学習
コンガレッスン
学校公演

## ディスコグラフィ

### アルバム
1. 「VA A PASAR：バ・パサール」2001年8月
2. 「Que bola!:ケ・ボラ」2002年7月
3. 「Salud:サルー」2003年7月 メジャーデビューアルバム
4. 「UNBABO!:ウンバボー」2004年7月
5. 「CAMINO:カミノ」2006年7月
6. 「Cielo:シエロ」2009年9月   ※KACHIMBA4（KACHIMBA1551のピックアップメンバー）でのアルバム
7. 「La La Mahaina」2010年7月
8. 「Busca la Felicidad!」2011年8月
9. 「熱帯高気圧」2014年3月
10. 「ハチャーガマク」2017年7月
11. 「2枚組ベストアルバム」2018年12月
12. 「ウチナーチャーリバ」2019年8月
13. 「ブエノチキン浦添 公式テーマソング Bueno!」2021年10月
14. 「¡Bienvenidos!」2022年4月

### トリビュートアルバム
- 「琉球詩歌（りゅうきゅううた）」12曲目「安里屋ユンタ」
- 「琉球詩歌Xmas」2曲目「Feliz navidad!」
- 「Salsa Japonesa」4曲目「谷茶前～Tamcha'me」

### DVD
- 「KACHIMBA1551 CUBA LIVE TOUR 2003」"LIVE at BENNY MORE FESTIVAL"　密着ドキュメント

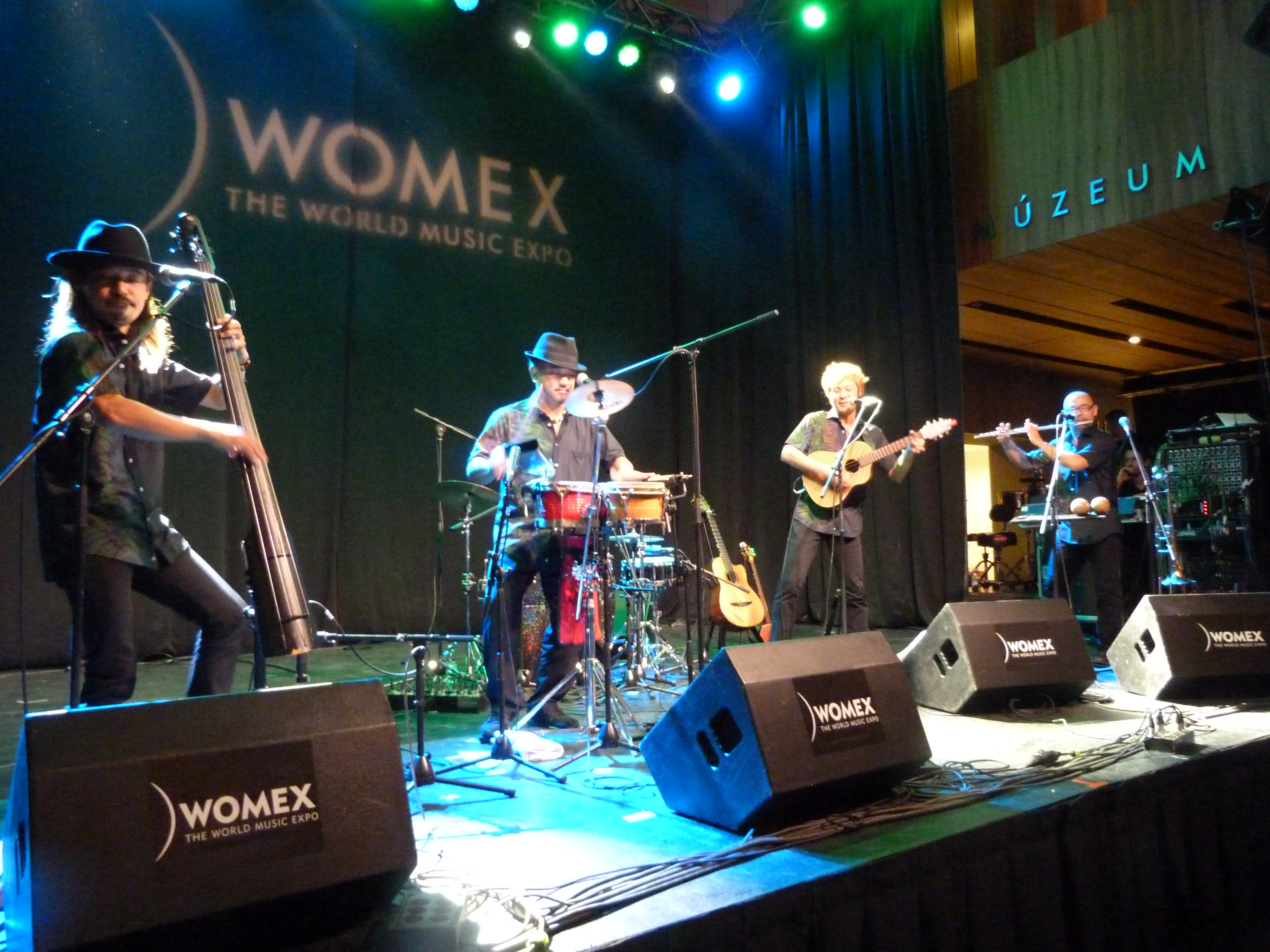
Kachimba4 on WOMEX 15 - Budapest
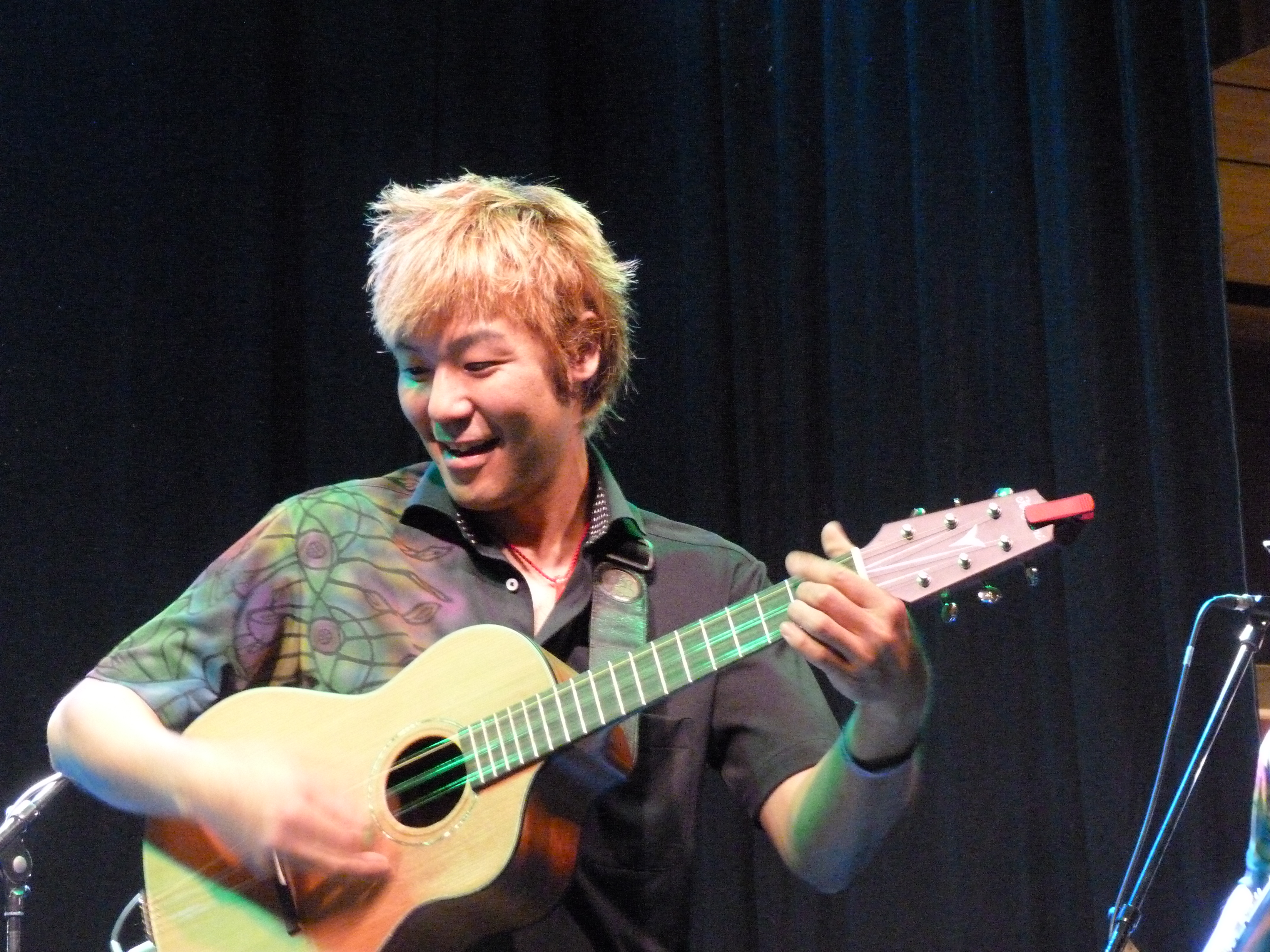
Kachimba4 on WOMEX 15 - Budapest
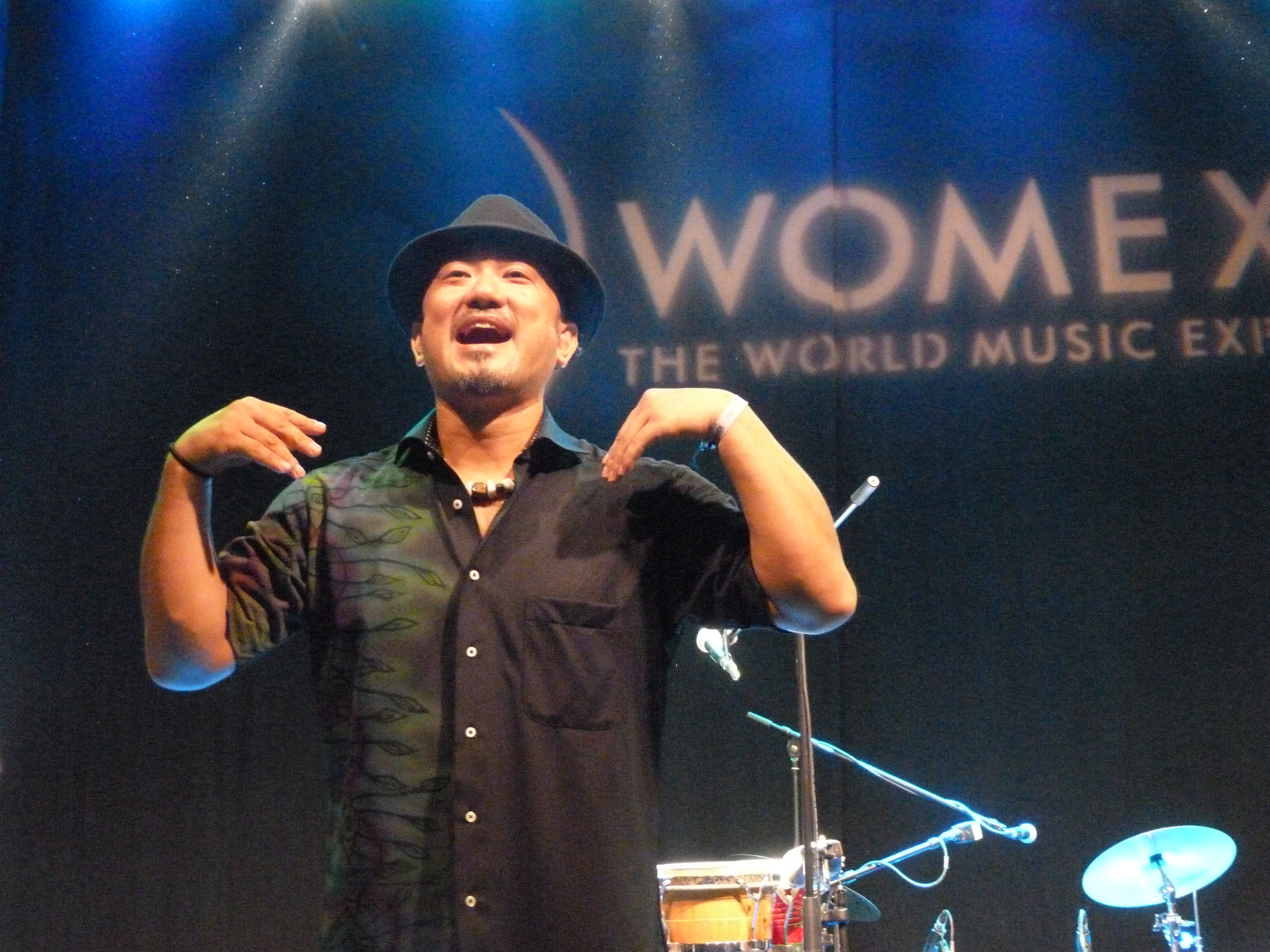
Kachimba4 on WOMEX 15 - Budapest
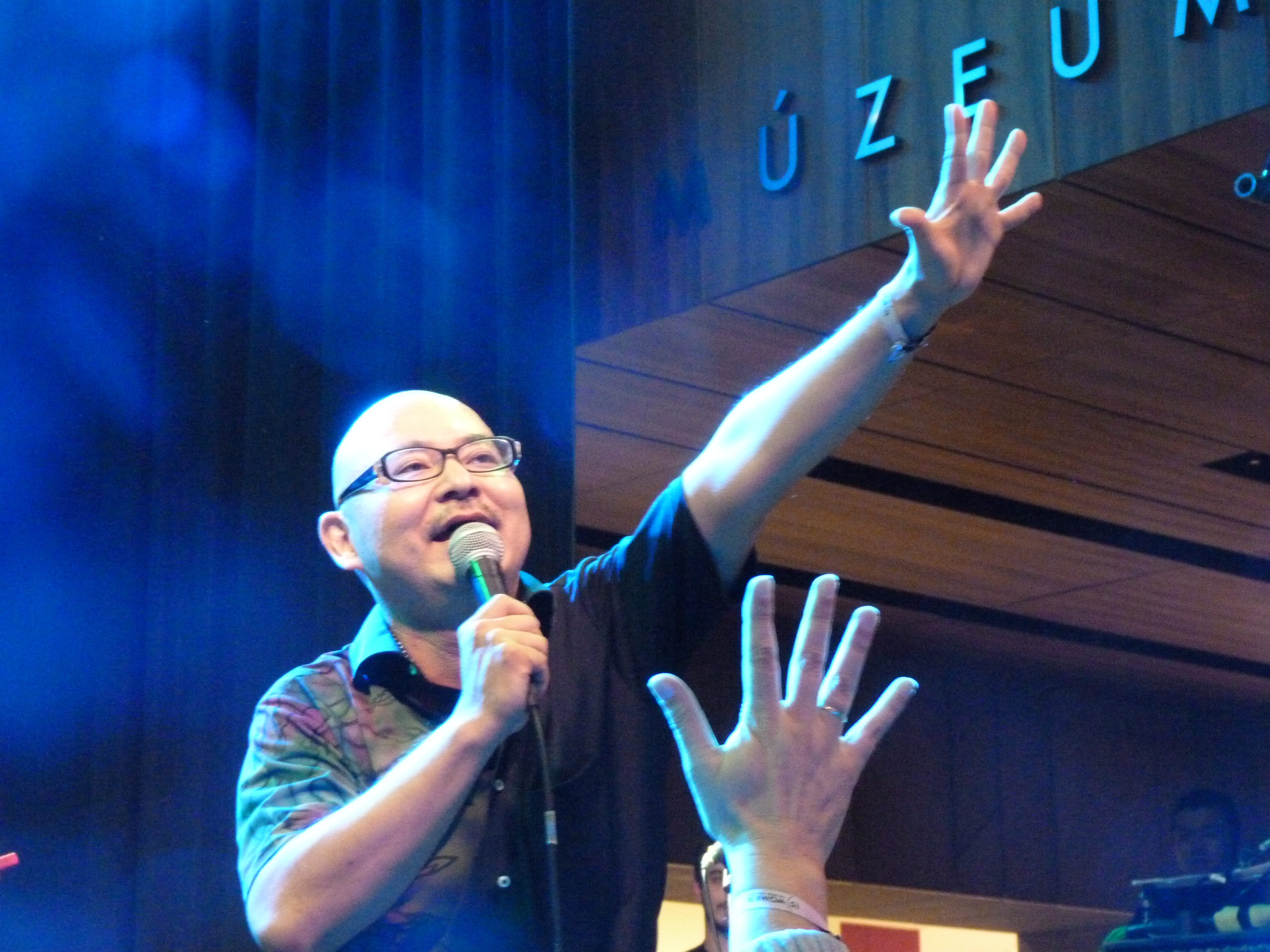
Kachimba4 on WOMEX 15 - Budapest

## リンク
- 公式サイト